# 蒲生信号所
蒲生信号所（がもうしんごうしょ）は、かつて大阪府大阪市東成区（現・大阪市城東区）にあった京阪電気鉄道京阪本線の信号場である。当信号場は同線の京橋 - 野江間にあったが、天満橋駅への複々線区間の延伸工事が進んだため、1970年（昭和45年）10月1日をもって廃止された。

## 概要
京阪では蒲生駅（現：京橋駅） - 守口駅（現：守口市駅）間の京街道に沿った「野江の七曲」と俗称される急カーブ区間を解消すると同時に、この区間の複々線化による輸送力増強を計画した。それが完成した1933年（昭和8年）12月29日に、大阪側の複々線始点として新設されたのが、この蒲生信号所である。
京橋を三条方向に出発した電車が築堤で大阪市電（天満今福線）と国鉄淀川貨物線を越し、地上に降りたところにこの信号場があり、複々線となった先で城東貨物線をくぐっていた。三条方向は単純な分岐構造であったが、天満橋方向は安全確保のため、副本線側に安全側線が設置されていた。この安全側線には、特殊有蓋貨車3201・3202（移動変電所の機能を備えた車両。後に181・182に改番）が常置されていたこともある。これは蒲生変電所の整流器の更新・設備の改修や増設時に変電所からの送電を一部もしくは全部停止するため、それをカバーするために配置された。
三条方向分岐器のそばに信号小屋があり、また、城東貨物線に達するまでのすぐ北側の位置に複々線をわたる跨線橋（歩道橋）があった。この歩道橋は2010年（平成22年）まで残っていた。
1966年（昭和41年）8月3日14時13分ごろ、緩行線（B線）から急行線（A線）に渡るポイントを走行中の淀屋橋行きの普通列車に、急行線を走ってきた淀屋橋行きの急行列車が信号冒進して追突する京阪電車蒲生信号所衝突事故が発生し、自動列車停止装置を設置する要因となった。
1970年（昭和45年）11月30日に複々線区間が天満橋駅まで延伸し、それに先駆けて10月1日に廃止されている。

## 歴史
- 1933年（昭和8年）12月29日：当信号所 - 守口（現：守口市）間の複々線化完成に併せて開設[1]。
- 1966年（昭和41年）8月3日：京阪電車蒲生信号所衝突事故が発生[2]。当事故が自動列車停止装置を設置する要因となった。
- 1970年（昭和45年）10月1日：複々線区間の延伸工事が進んだため、同日をもって廃止。複々線を用いた営業列車は同年11月30日より運行を開始した。

## 隣の駅
京阪電気鉄道
京阪本線
京橋駅 - 蒲生信号所 - 野江駅